# メイテイ人
メイテイ人（メイテイじん、英: Meitei people、Meetei people; マニプリ語: ꯃꯤꯇꯩ ꯀꯥꯡꯂꯨꯞ）ないしマニプリ人（Manipuri people）は、北東インド・マニプル州を中心に居住する民族である。同州の多数派を占め、22あるインドの公用語、かつマニプル州の唯一の公用語であるところのメイテイ語（マニプリ語）を話す。おもに同州インパール盆地に居住するが、アッサム州・トリプラ州・ナガランド州・メガラヤ州・ミゾラム州といった周辺地域にも一定数が住む。また、ミャンマー・バングラデシュにも居住する。メイテイ族はマニプル州の総人口のおよそ53%を占める。

## 呼称
エンドニムである「メイテイ」にはMeitei、Meitei、Meetei、Meitheiといったいくつかの綴りがある。また、エクソニムとしてはマニプリ（Manipuri）、アッサム語のメクレ（Mekle、Mekheli、Meckley）、ビルマ語のカテ（Kathe）、カテ・シャン（Cassay-Shan）、ベンガル語のモグライ（Moglai, Moglie, Moglau）といったものがある。特に「マニプリ」という呼称は広く用いられているが、これはメイテイ族のみを指すこともある一方で、マニプル州に居住する民族集団全体を指して用いられることもある。

## 地理的分布

### インド
マニプル州は、インドのすべての州の中で最大のメイテイ族人口をかかえる。メイテイ人はマニプル州の総人口のおよそ53%を占める。メイテイ人はおもに同州インパール盆地に居住するが、アッサム州・トリプラ州・ナガランド州・メガラヤ州・ミゾラム州といった周辺地域にも一定数が住む。アッサム州において、メイテイ人はおもにバラク盆地に居住し、ベンガル人、ヒンディー語話者に次いで3番目に多数派の民族集団である。

### バングラデシュ
バングラデシュのメイテイ人は、シレット管区のシレット県・マウルビバザール県・スナムガンジ県・ハビガンジ県に居住する。また、ダッカ・マイメンシン・クミッラといった都市部にも居住する。

### ミャンマー
ミャンマーのメイテイ人は、カチン州のミッチーナー近郊、ザガイン地方域のカレワ・ホマリン、バゴー地方域のピイ、ヤンゴン、その他シャン州・エーヤワディ地方域などに居住する。ミャンマーにおいて、メイテイ人は「カテ」と呼ばれている。ミャンマーのほかのヒンドゥー教コミュニティとことなり、メイテイ人はミャンマーの諸民族と容姿が似ていることなら、ミャンマー社会への同化が進んでいる。1950年代初頭、ビルマのメイテイ人口は40,000人であり、その3分の1がマンダレーに住んでいた。2015年時点では、25,000人がミャンマー国内に居住していた。

## 歴史

### インド

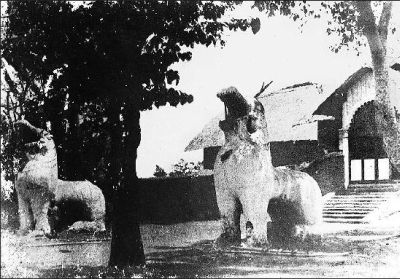
カングラ宮殿の守護獣（1866年）

マニプル王国の年代記である『Cheitharol Kumbaba』によれば、メイテイ人はカンレイパク（マニプル地域を指すメイテイ語）全域に少しずつ広がっていき、周囲の氏族を同化させていったという。同年代期は33年に即位したというPakhangba王から起筆されているが、1467年即位のキャムバ（Kyamba）王以前の事績に関する記述は非常に簡素なものであり、それぞれの王の治世期間は100年以上にのぼることもある。こうした事情から、一定程度の信憑性を担保できるのは15世紀以降の記述のみであると考えられている。また、近世以前のマニプル王国が民族言語学的に、今日的な意味でのメイテイ人と同一視できるものかどうかについても、はっきりとしたことはいえないものの、こうした年代記の事績がメイテイ人のアイデンティティ・ポリティクスに与える影響は大きい。
同年代記によれば、1714年にはナガ出身のパムヘイバ王はヒンドゥー教に改宗した。また、同王の時代にはビルマとの戦争がおこった。その後、マニプルはビルマに併合され、1762年には、ジャイ・シン（Jai Singh）がイギリスに保護を求めた。しかし、ビルマが英緬戦争を経てイギリスの版図に入ると、イギリス・マニプル戦争がおこり、1891年にはイギリス統治下のマニプール藩王国となった。

### ミャンマー

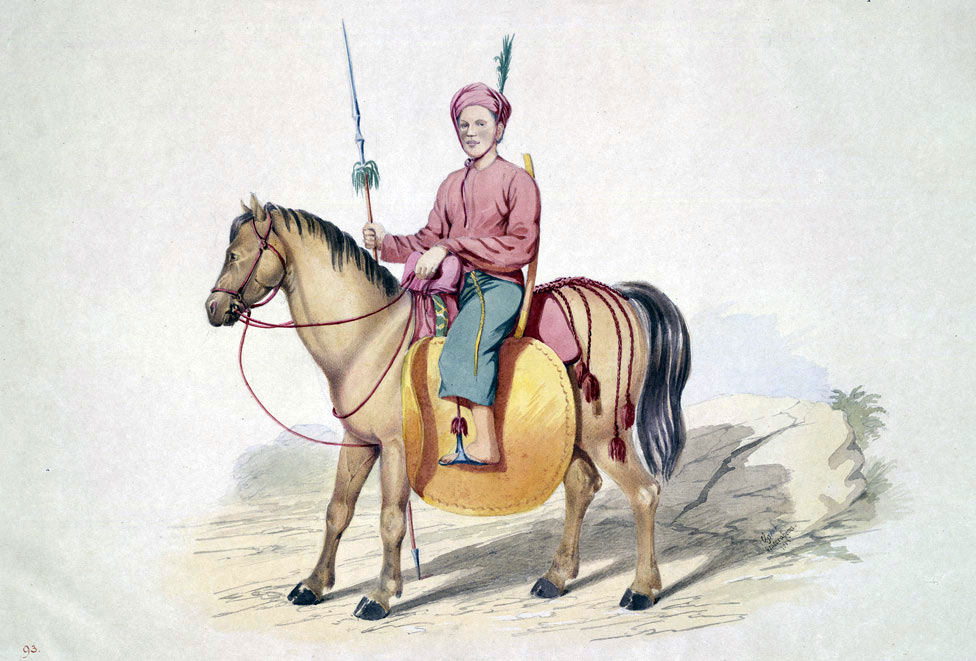
カテの近衛騎兵（1855年）

コンバウン王朝とマニプル王国の戦争の結果として、17世紀から18世紀にかけて、多くのメイテイ人がビルマに移住した。現代ミャンマーにおけるメイテイ人居住地も、1758年から1759年にかけての戦争および、1819年から1826年にかけてのビルマによるマニプル占領時代につくられたものである。アラウンパヤー王は、サガインとアマラプラにメイテイ人を移住させた。メイテイ人は騎馬にすぐれていたため、泰緬戦争ではカテの騎兵連隊と砲兵連隊が活動した。また、ビルマ王宮は宮廷儀式の助言を得るため、Kathe Ponna (ကသည်းပုဏ္ဏား) と呼ばれるメイテイ人バラモンを従者としていた。

## 社会

### 言語・文字
メイテイ人は、チベット・ビルマ語派のメイテイ語（マニプリ語）を話す。メイテイ語は、1992年よりインド憲法第8条にもとづくインドの公用語のひとつとなっている。メイテイ語を書き表す際には、しばしばメイテイ文字が用いられる。18世紀には、メイテイ文字はベンガル文字におきかわったが、これを復興させる運動がおこなわれており、道路標識や教育の場、新聞、議会議事録などでメイテイ文字が用いられている。

### 氏族
サライ（salai）とよばれる7つの氏族にわかれる。すなわちレイシャンテム・マンガン・ルワン・クマン・アンゴム・モイラン・カガンバであり、これらはさらにユムナクとよばれる小集団にわかれる。伝統的には、同一サライのなかでの結婚は禁じられており、これに違反する者はイェック（yek）として社会から追放された。1900年代の報告によれば、サライ間での結婚規則も決められており、たとえばアンゴムがカガンバ・モイラン・ルワンと結婚することはできなかった。サライはゴートラに対応するものであり、ヒンドゥー教の影響であるとも指摘されている。

### 生計
農耕を主業としており、稲作をする。そのほかに、マンゴー・レモン・パイナップル・オレンジ・グアバといった果物類も育てている。漁業はおもにロクタク湖周辺で営まれている。市場で食料品・織物・伝統衣装などを販売するのは、女性であることが多い。

### 宗教
2011年の国勢調査によれば、メイテイ人の83.38%がヒンドゥー教を信仰している。また、16%ほどのメイテイ人は伝統宗教であるサナマヒ教を信仰している。また、約8%がイスラム教徒である。メイテイ人ムスリムはメイテイ・ペンガルとして知られている。また、1.06%がキリスト教徒である。メイテイ人のあいだでは、ヒンドゥー教とサナマヒ教を同時に信じることは一般的である。